# Найман Бухарбай
Найман Бухарбай (каз. Найман Бұқарбай) — упразднённое село в Мактааральском районе Туркестанской области Казахстана. Входило в состав Жанажолского сельского округа. Код КАТО — 514455600. Исключено из учётных данных в 2024 году.

## Население
В 1999 году население села составляло 260 человек (130 мужчин и 130 женщин). По данным переписи 2009 года, в селе проживало 379 человек (205 мужчин и 174 женщины).